# Sècheresse énergétique
Dans le domaine de la production d'énergie renouvelable, la sècheresse énergétique est un laps de temps pendant lequel il n'est possible de produire que peu ou pas d'énergie éolienne et solaire, car il n'y a ni vent ni ensoleillement,,. En météorologie, on parle de grisaille anticyclonique.

Une sécheresse énergétique dunkelflaute de trois jours en Allemagne en 2023 (production éolienne en bleu clair and production solaire en jaune)

Début de la sécheresse énergétique en Allemagne qui a duré 12 jours en novembre 2024.

## Météorologie
Contrairement à un anticyclone typique, les sècheresses énergétiques ne sont pas associées à un ciel clair, mais à une couverture nuageuse très dense (0,7 à 0,9), composée de stratus, de stratocumulus et de brouillard. À défaut d'une définition quantitative convenue du phénomène, Li et al. le définissent par une production d'énergie éolienne et solaire inférieure à 20 % de la capacité de production pendant une durée de 60 minutes. En particulier, un albédo élevé des stratocumulus de basse altitude — parfois la hauteur de la base des nuages n'est que de 400 mètres — peut réduire de moitié l'irradiation solaire.
Dans le nord de l'Europe, les sècheresse énergétiques proviennent d'un système anticyclonique statique qui provoque un vent extrêmement faible combiné à un temps couvert avec des stratus ou des stratocumulus. Il y a 2 à 10 évènements de sècheresse énergétique par an. La plupart de ces évènements se produisent d'octobre à février ; généralement 50 à 150 heures par an, un seul évènement dure généralement jusqu'à 24 heures.
Au Japon, en revanche, les sècheresse énergétiques sont observés été comme hiver. Les premières sont causées par des fronts stationnaires en début d’été et au début des saisons des pluies d’automne (appelés respectivement Baiu et Akisame), tandis que les secondes sont provoquées par l’arrivée de cyclones sur la côte sud.

## Impact sur la production d'énergie

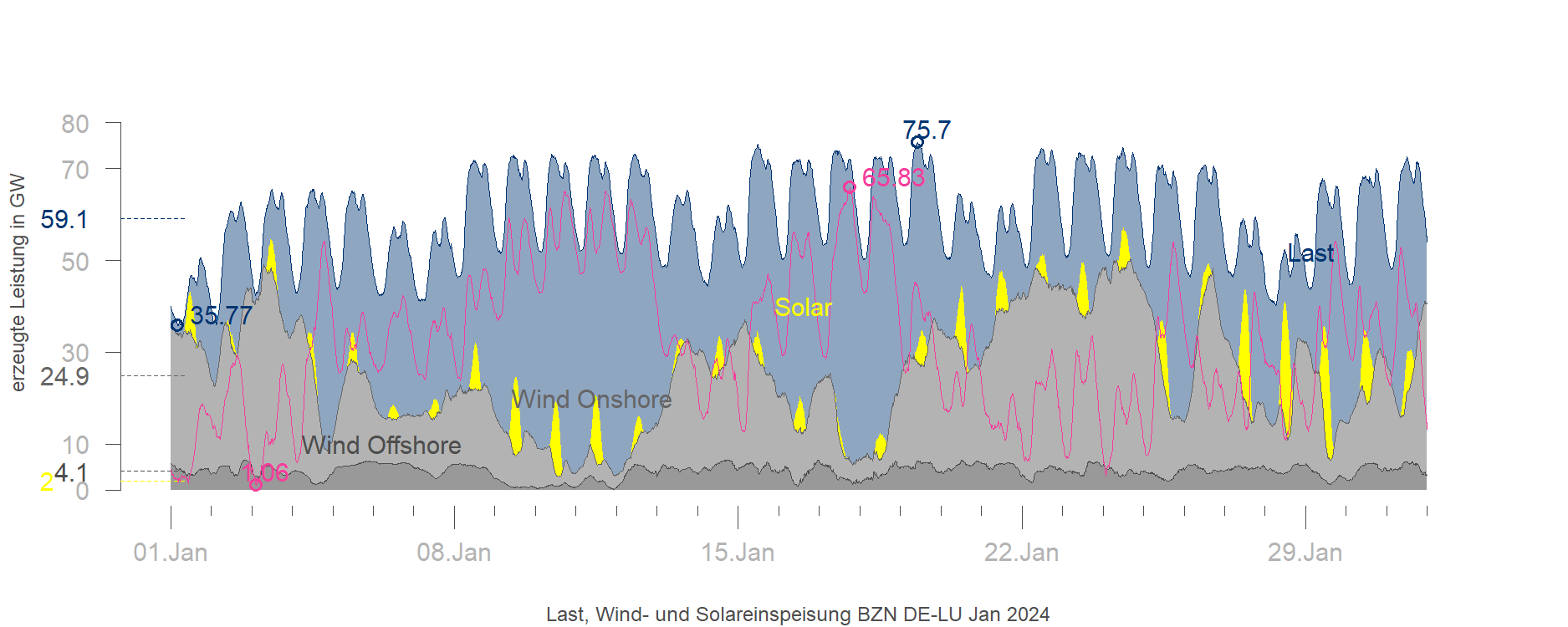
Demande (gris-bleu), production éolienne (gris) et solaire (jaune) et demande résiduelle (ligne rouge) couverte par les énergies fossiles et les importations en janvier 2024.

Ces périodes constituent un problème majeur pour la production d'énergie si une part importante de celle-ci provient du solaire ou de l'éolienne,,. Les sècheresses énergétiques peuvent s'étendre sur une zone géographique assez vaste mais néanmoins bornée, de sorte que les régions éloignées sont moins affectées et que les réseaux électriques multinationaux peuvent pallier le déficit de production. Des évènements qui durent plus de deux jours dans la majeure partie de l'Europe se produisent environ tous les cinq ans. Pour garantir l'alimentation électrique pendant ces périodes, des sources d'énergie flexibles peuvent être utilisées, l'énergie peut être importée et la demande peut être ajustée,.
Pour les sources d'énergie alternatives, les pays ont recours aux combustibles fossiles, à l'hydroélectricité ou à l'énergie nucléaire voire au stockage d'énergie pour éviter les pannes de courant,,,. Les solutions à long terme incluent la conception de marchés de l’électricité encourageant une énergie propre et flexible. Un groupe de pays succède à (en) pour travailler à résoudre le problème de manière propre et à faible émission de carbone d'ici 2030, notamment en envisageant le captage et le stockage du carbone ou l'hydrogène comme éléments possibles de solution.
Le mois de novembre 2024 a été marqué en Allemagne par un épisode de sècheresse énergétique particulièrement long du 2 novembre au 13 novembre ; la charge résiduelle a culminé à 66 395 MW le 6 novembre et les importations à 16 970 MW le 7 novembre ; la production éolienne en mer est tombée à zéro le 6/11 à 18 h 30 et celle de l'éolien terrestre à 44 MW le 6/11 à 15 h 45.